# Val-et-Châtillon
Val-et-Châtillon är en kommun i departementet Meurthe-et-Moselle i regionen Grand Est (tidigare regionen Lorraine) i nordöstra Frankrike. Kommunen ligger i kantonen Cirey-sur-Vezouze som tillhör arrondissementet Lunéville. År 2022 hade Val-et-Châtillon 557 invånare.

## Befolkningsutveckling
Antalet invånare i kommunen Val-et-Châtillon
| Referens: INSEE |